# Augustin François Jault
Pour les articles homonymes, voir Jault.
Augustin François Jault, né à Orgelet le 1er octobre 1700 et mort à Paris le 25 mai 1757, est un médecin, orientaliste et traducteur français.

## Biographie
Il étudie chez les jésuites entre 1718 et 1730, puis devient docteur en médecine en 1735. Très doué pour les langues, il obtient les charges d'interprète du duc d'Orléans, de professeur de syriaque et de grec au Collège royal, et de censeur royal. 

## Publications

### Traductions de l'anglais
- Simon Ockley : Histoire des Sarrasins sous les onze premiers califes (1742)
- John Floyer : Traité des opérations de chirurgie (1742)
- John Floyer : Traité de l'asthme, contenant la description, les causes et le traitement de cette maladie, (1761)
- Encyclopédie des sciences médicales, deux traductions en un volume :
  - Thomas Sydenham : Médecine pratique, t. 4 (1774) :
  - John Huxham : Essai sur les fièvres et dissertations sur les maux de gorge gangréneux et la colique de Dévonshire (1835) — On sait aujourd'hui que la colique du Devonshire était due à l'absorption de plomb.

### Traductions du latin
- Jean Astruc, Traité des maladies vénériennes, t. III, Paris, P. G. Cavelier, 1740 (lire en ligne).
- François de Paule Combalusier, Pneumato-pathologie, ou Traité des maladies venteuses, Paris, Debure l’ainé, 1754.

### Révision et édition
- Gilles Ménage : Dictionnaire étymologique de la langue françoise (1750)